# Barbarinac
Barbarinac (Otočić sv. Barbare), nalazi se u Kaštelanskom zaljevu, nekoliko stotina metara južnije od Sv. Kaje.
Površina otoka je 6482 m2, duljina obalne crte 335 m, a visina 6 metara.
Smješten je na krajnjem istočnom dijelu Kaštelanskog zaljeva tik pred ulazom u salonitansku luku pa se pretpostavlja da je u antici mogao služiti kao dio salonitanske lučke infrastrukture. Godine 1525. u opisu splitskog teritorija kneza Ivana Molina spominje se kaštel obitelji Kuparić na otočiću imena Skradinik ili Otočac (Isoletta) što je bio naziv za otok Barbarinac. Također se navodi da je ovaj kaštel pružao zaštitu od turskih upada težacima kopnenog naselja Smoljevca u današnjem Kaštel Sućurcu. Danas na otoku ne postoje vidljivi ostatci spomenutih građevina osim podzidane obale. Zračne snimke otoka pokazuju zanimljive antičke i srednjovjekovne arhitektonske strukture u podmorju otoka koje još nisu arheološki istražene.

## Zemljopis
Udaljen je dvjesta metara od obale. Površinom od 6.278 m2 najveći je otok Kaštelanskog zaljeva, a ujedno i najljepši. Dug je 125 metara u najdužem dijelu a 70 metara u širok u najširem dijelu.

## Ime
Po jednim teorijama, ime je dobio ime po sv. Barbari. Postoji teorija da je dobio ime prema tal. barba=brada, što bi značilo da je Barbarinac "brada". Tijekom povijesti koriste se i neka druga imena kao Isoletta - Otočac, dok je ovo poznato od 19. stoljeća.

## Povijest
Otok Barbarinac s pripadajućim hridima i okolnim podmorjem je arheološka zona i zaštićeno kulturno dobro. Predstavlja značajnu arheološku zonu s kontinuitetom nalaza od antike (1. st.) do kasnoga srednjeg vijeka (i kasnije, do 18. st.). 
Najstariji arhitektonski tragovi na otočiću, potječu iz prvog stoljeća prije Krista. S obzirom na položaj na ulazu u nekadašnju salonitansku luku, pretpostavlja se da je na njemu bio svjetionik. Također postoji pretpostavka da je otočić najvjerojatnije bio spojen s kopnom. Naime u podmorju između otoka i kopna pronađeni su ostaci manjeg pristaništa rimske villae rusticae, pa je i predjel Tišić zaštićen.
Na otoku su se tokom godina nalazili komadići venecijanske keramike iz starog vijeka, a pretpostavlja se da je se u istom dobu na njemu nalazio svjetionik koji je pokazivao ulaz u luku velike Salone.
U srednjem je vijeku bio posjed plemićke obitelji Cambi, pa obitelji Kuparić, koji su na Barbarincu u 16. stoljeću izgradili kaštel za obranu od turskih napada i maleno naselje. Vlasnici su bili i u obitelji Grisogono iz Trogira, kojima ga je u dotu donijela Agneza Cambi.
Postoji nacrt Emila Perišića na kojem je razvidno da je na Barbarincu trebao biti ribnjak.
Do industrijalizacije Kaštelanskog zaljeva za doba socijalističke Jugoslavije, otok je bio omiljeno izletište lokalnog pučanstva: Kaštelana, Vranjičana, Solinjana i Splićana, i to prvenstveno onih mlađih. Starije generacije pamte ga po prvim ljubavima, prvim ribolovnim uspjesima i prvim plivačkim zaveslajima. Udruga mladih ekologa Barbarinac” na otočiću je 2000-ih organizirala nekoliko koncerata, a 2004. je ovdje organizirala turnir u starim igrama.
Početkom 21. stoljeća je poznat i po tome što je na njemu dugo vremena bila nasukana teglenica, velika koliko i sam otočić.
Trebala je završiti u obližnjem rezalištu koje je promijenilo vlasnika a novi vlasnik je ugasio rezališnu djelatnost. Također je oko Barbarinca pravo groblje starih brodova, potonulih dok su čekali svoj red u rezalištu i ostavljenih ondje. Isto tako je nasuproto otočića, na sućuračkoj obali, godinama ilegalno odlagan kameni otpad iz bivšeg pogona kamenarske tvrtke koji je postao nasip veličine stotina kubika koji muti more desetcima metara uokolo.
Godine 2006. zalaganjem Udruge Barbarinac splitski Konzervatorski odjel preventivno je zaštitio otočić. Našli su iznenađujuće veliku količinu povijesnih nalaza: desetke ulomaka antičke keramike, amfora i ostalih predmeta, te dijelova srednjovjekovnih posuda i opeka. K tome, čitava obala otoka je podzidana kamenim blokovima.Postoji nacrt Emila Perišića na kojem je razvidno da je na Barbarincu trebao biti ribnjak.
Od 2007. se održava svake godine pučka fešta koju organizira Krnjevalska pučka udruga „Kampanel“ iz Kaštel Sućurca.
Od 2014. održava se ljeti sezona glazbe i plesa na Barbarincu "otoku ljubavi" u organizaciji Underground Controla. Danas je i mjestom održavanja projekta Barbarinac - Island of Love, kad na nekoliko dana postaje tehno-partijanerska oaza.

## Flora i fauna
Na otoku ima nešto raslinja, a postoji i omanja šumica dalmatinskog crnog bora  (Pinus nigra Dalmatica).

## Zaštita
Pod oznakom P-5502 arheološka zona otoka Barbarinca zavedena je kao nepokretno kulturno dobro - pojedinačno, pravna statusa preventivno zaštićena kulturnog dobra, klasificirano kao "arheološka baština".

## Vanjske poveznice
|  | Zajednički poslužitelj ima još gradiva o temi Barbarinac |